# وایولا (نیویورک)
وایولا (به انگلیسی: Viola) یک منطقهٔ مسکونی در ایالات متحده آمریکا است که در شهرستان راکلند، نیویورک واقع شده‌است. وایولا ۷٫۰ کیلومتر مربع مساحت و ۶٬۸۶۸ نفر جمعیت دارد و ۱۷۳ متر بالاتر از سطح دریا واقع شده‌است.